# Chuŏr Phnum Dângrêk
Chuŏr Phnum Dângrêk är en bergskedja i Kambodja. Den ligger i den norra delen av landet, 300 km norr om huvudstaden Phnom Penh.
Chuŏr Phnum Dângrêk sträcker sig 25,9 km i öst-västlig riktning. Den högsta punkten är 32 768 meter över havet.
Topografiskt ingår följande toppar i Chuŏr Phnum Dângrêk:
- Khao Phra Wihan
- Phnum Don Aô
- Phu Makhuea